# トレイシャドゥーラ

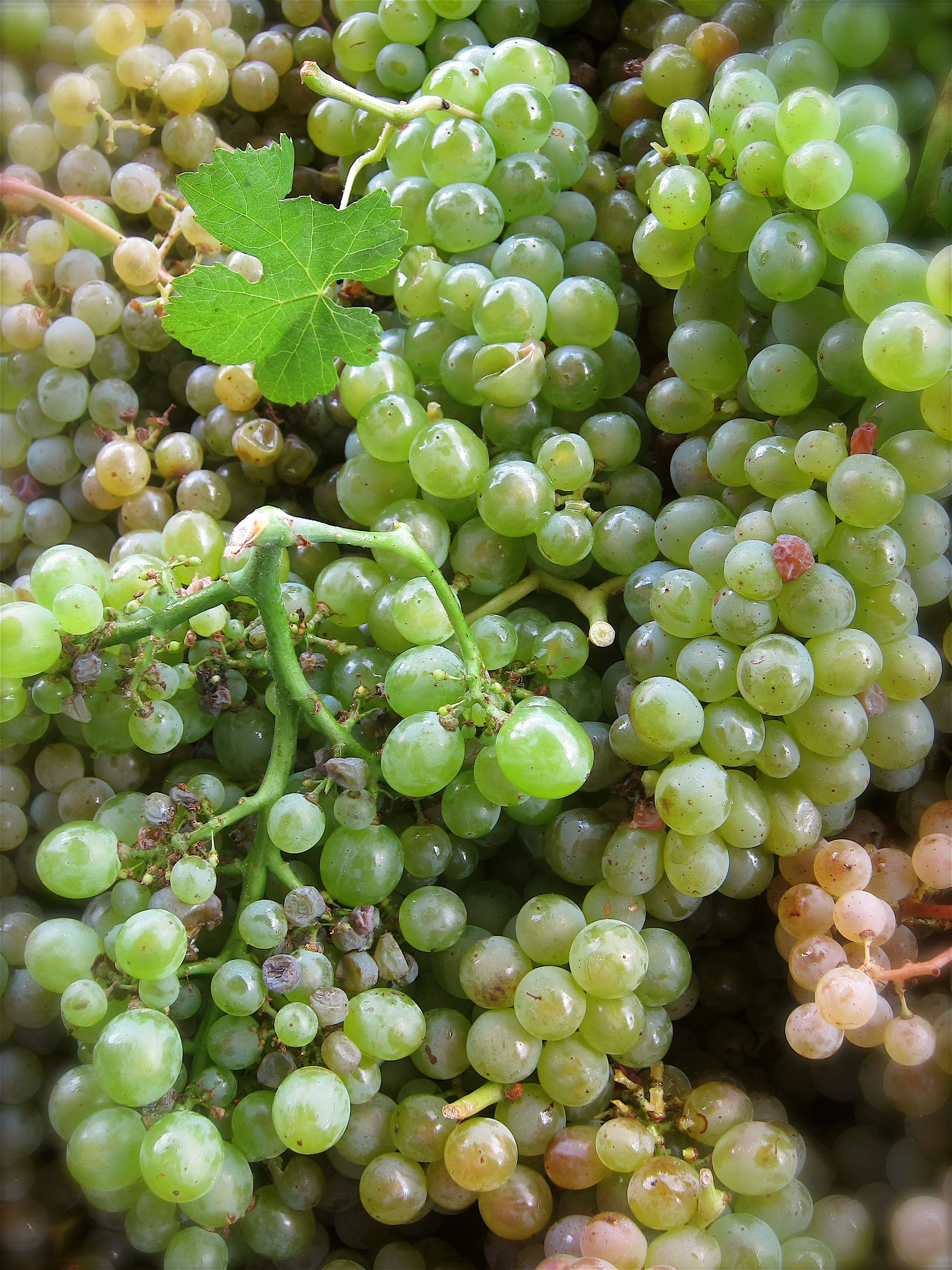
リベイロで栽培されているトレイシャドゥーラ

トレイシャドゥーラ（ガリシア語・ポルトガル語:Treixadura）またはトラハドゥーラ（スペイン語: Trajadura）は、主にイベリア半島で栽培されている白ブドウ品種。ポルトガル北東端のヴィーニョ・ヴェルデ地方、スペイン北西端・ガリシア地方のリベイロ (DO)とリアス・バイシャス (DO)で栽培されている。
主にブレンド用に使用され、ワインにコクや軽いレモンのアロマを与える。リアス・バイシャスでは一般的にロウレイロ種やアルバリーニョ種とブレンドされ、リベイロでは一般的にトロンテス種やラド種とブレンドされる。

## 産地

### ポルトガル
ポルトガル北部のヴィーニョ・ヴェルデ地方ではトレイシャドゥーラ種がミーニョ・ワインに使用される。ポルトガルの原産地呼称地域であるDOC内では58,000ヘクタール（143,300エーカー）で栽培されており、DOC外では12,000ヘクタール（29,650エーカー）で栽培されている。ヴィーニョ・ヴェルデ地方でもっとも広く栽培されている白ブドウ品種はアルバリーニョ種であり、トレイシャドゥラ種はアルバリーニョ種に加えて、ロウレイロ種、パデルナ種、アサル・ブランコ種、アヴェッソ種とブレンドされる。

### スペイン
スペインではリアス・バイシャス (DO)とリベイロ (DO)で一般的にみられるが、モンテレイ (DO)などガリシア州の他産地でも栽培されており、モンテレイではドニャ・ブランカ種、ゴデージョ種、パロミノ種などとブレンドされる。リアス・バイシャスではアルバリーニョ種、ロウレイラ種、カイーニョ・ブランコ種、トロンテス種、ゴデーリョ種とブレンドされることが多い。リベイロではアルバリーニョ種、アルビーリャ種、ゴデーリョ種、パロミノ種、ロウレイラ種、マカベオ種、トロンテス種とブレンドされることが多い。

## 別名
スペイン語名であるトラハドゥーラ(Trajadura)に加えて、トレイシャドゥーラ・ブランカ(Treixadura blanca)、テイシャドゥラ・ブランカ(Teixadura blanca)、トラガドゥラ(Tragadura)、トリンカ・デンテ(Trinca dente)、トリンカデンテ(Trincadente)、トリンカデイラ(Trincadeira)、ベルデリョ・ルビオ(Verdello Rubio)という別名を持つ。
ポルトガルの黒ブドウ品種であるティンタ・アマレラ種もトレイシャドゥーラ種同様にトリンカデイラという別名を持つので注意が必要である。「トリンカデイラ」と言った場合はトレイシャドゥーラ種よりもティンタ・アマレラ種を指すことが多い。

## 文献
- Saunders, P (2004). Wine Label Language. Firefly Books. pp. 233-237, 258. ISBN 1-55297-720-X
- Robinson, Jancis (1996). Jancis Robinson's Guide to Wine Grapes. Oxford University Press. pp. 189. ISBN 0198600984
- Clarke, Oz (2001). Encyclopedia of Grapes. Harcourt Books. pp. 270. ISBN 0-15-100714-4